# Palace of Worms Records
Palace of Worms Records is een Italiaans platenlabel, dat gevestigd is in Lecco. Palace of Worms is opgericht om muziekgroepen, die werken in de marge van popmuziek de kans te geven hun albums uit te geven, zonder dat vooraf de kans wordt ingeschat of men een notering in de hitparades krijgt. Het eerste album verscheen in 1995 en heette Heilige Tod, hetgeen direct de uiterst sombere richting aangaf, welke muziek werd uitgegeven: industrial ambient, elektronische muziek, darkwave of neoclassical (niet de tak binnen de klassieke muziek).
Eigenaardig aan het label is dat het volgnummer midden in de code staat in plaats van op het eind. Runes Orders Waiting forever kreeg zo catalogus/bestelnummer PO6W. Andere bands op het label zijn "Bleeding Like Mine" en "Silent Love of Death". Anno april 2011 had het label 25 albums uitgebracht, waarvan een aantal uitverkocht was.